# Barreira do Vasco
Barreira do Vasco é uma favela da cidade do Rio de Janeiro.
É conhecida, por ser bem próxima do estádio de São Januário, sede do Club de Regatas Vasco da Gama, e perto do pavilhão onde se localiza o Centro Cultural de Tradições Nordestinas, a popular feira de São Cristóvão.
No começo de 2013, o BOPE e a Polícia Civil do Rio de Janeiro realizaram uma operação na Barreira do Vasco com  objetivo de expulsar o tráfico que dominava a comunidade e instalar uma unidade de Polícia Pacificadora (UPP). Entretanto, após a operação, a comunidade continuou dominada pelo tráfico. 
Em 12 de abril de 2013 a comunidade passou a ser atendida pela 32° UPP. 